# Lawton (Oklahoma)
Lawton er en amerikansk by og administrativt centrum i det amerikanske county Comanche County, i staten Oklahoma. I 2000 havde byen et indbyggertal på 92.757.

## Ekstern henvisning
- Lawtons hjemmeside (engelsk) Arkiveret 11. november 2006 hos  Wayback Machine

34°36′34″N 98°25′4″V / 34.60944°N 98.41778°V